# Fare il napoletano... stanca!
Fare il napoletano... stanca! è un album musicale del 2009 di Federico Salvatore.
L'album è stato prodotto da Luigi Zaccheo per l'etichetta discografica indipendente Arancia Records.

## Tracce
Testi e musiche di Federico Salvatore.
1. Incipit – 0:17
2. Numeri innumeravoli – 3:41
3. Fare il napoletano... stanca! – 4:00
4. Il monumento – 3:41
5. Nella piccola bottega della vita – 3:46
6. Il progresso della marchetta – 3:21
7. Senz'arte né parte – 2:42
8. La rosa sbocciata nera – 4:14
9. Defecanzoni – 3:53
10. Fra vent'anni di meno – 1:53
11. Se penso sottosopra – 4:01
12. La macchia – 3:48
13. Se io fossi San Gennaro – 6:11

## Formazione[2]
- Luigi Zaccheo - arrangiamento, pianoforte e tastiere
- Daniele Iacono - batteria
- Menotti Minervini - basso e contrabbasso
- Giacomo Anselmi - chitarre